# ألفرد دوغلاس (كاتب)
ألفرد دوغلاس (بالإنجليزية: Alfred Bruce Douglas) (و. 1870 – 1945 م) هو شاعر، وكاتب، وروائي بريطاني، ولد في ورشستر، توفي في سنت أندروز، عن عمر يناهز 75 عاماً.

## التعليم
تعلم في كلية المجدلية، وكلية ونشستر ‏.

## روابط خارجية
- ألفرد دوغلاس على موقع الموسوعة البريطانية (الإنجليزية)
- ألفرد دوغلاس على موقع ميوزك برينز (الإنجليزية)
- ألفرد دوغلاس على موقع ديسكوغز (الإنجليزية)